# هيلغا شوبرت
هيلغا شوبرت (بالألمانية: Helga Schubert)‏ هي كاتبة سيناريو وعالمة نفس وكاتِبة ألمانية، ولدت في 7 يناير 1940 في برلين في ألمانيا.

## وصلات خارجية
- هيلغا شوبرت على موقع IMDb (الإنجليزية)
- هيلغا شوبرت على موقع مونزينجر (الألمانية)
- هيلغا شوبرت على موقع أول موفي (الإنجليزية)
- هيلغا شوبرت على موقع قاعدة بيانات الفيلم (الإنجليزية)
- هيلغا شوبرت على موقع كينوبويسك (الروسية)